# هرکول (دی‌سی کامیکس)
هرکول (به انگلیسی: Hercules) همچنین با نام هراکلس نیز شناخته می‌شود، یک شخصیت خیالی در کتاب‌های کمیک آمریکایی منتشر شده توسط دی‌سی کامیکس است. شخصیت هرکول توسط ویلیام مولتن مارستون و هری پیتر بر اساس نیمه-ایزد و قهرمان نامدار افسانه‌ای به همین نام، در اساطیر یونانی خلق شده است، که برای اولین بار در شمارهٔ ۸ آل استار کامیکس (دسامبر ۱۹۴۱)، به عنوان بخشی از داستان زن شگفت‌انگیز حضور پیدا کرد. نسخه‌های بعدی این شخصیت در شمارهٔ ۲۸ سوپرمن (مه ۱۹۴۴)، توسط نویسنده جری سیگل و طراح آیرا یاربرا خلق شده است، و همچنین شمارهٔ ۱۰۵ کمیک زن شگفت‌انگیز (آوریل ۱۹۵۹)، و شمارهٔ ۱ هرکول رها شده (اکتبر ۱۹۷۵) توسط جری کانوی و لوئیز گارسیا لوپز خلق شد. هرکول به عنوان یک نیمه ایزد، با قدرتی حتی فراتر از ایزدان زاده شد. او بزرگترین و قدرتمندترین قهرمان یونان باستان محسوب می‌شود و نام هرکول مترادف با قدرت است.